# The Boo Radleys
The Boo Radleys ist eine britische Rockband, die zwischen 1988 und 1999 aktiv war und primär den Genres Shoegazing und Britpop zugeordnet wurde. 2021 gründete sich die Band neu, jedoch ohne Songwriter Martin Carr.

## Geschichte
The Boo Radleys wurde 1988 in Wallasey, England, von Sice (eigentlich Simon Rowbottom) (Gesang, Gitarre), Martin Carr (Gitarre), Timothy Brown (Bass) und Steve Hewitt (Schlagzeug) gegründet. Der Name stammt aus dem Buch Wer die Nachtigall stört von Harper Lee; Boo Radley ist der Name einer mysteriösen und gefürchteten Person, die sich am Ende jedoch als Retter herausstellt. 1990 erschien ihr Debütalbum Ichabod and I, dessen Sound an die damals populären Bands My Bloody Valentine und Dinosaur Jr. erinnert. Obwohl es kein kommerzieller Erfolg war, wurde Rough Trade Records auf sie aufmerksam und nahm sie unter Vertrag. Zu diesem Zeitpunkt schied Schlagzeuger Steve Hewitt aus der Band aus und wurde durch Rob Cieka ersetzt. Hewitt war später als Schlagzeuger der Band Placebo erfolgreich.
Unmittelbar nach der Veröffentlichung ihrer EP Every Heaven 1991 musste Rough Trade Konkurs anmelden und die Boo Radleys wurden von Alan McGees Label Creation Records unter Vertrag genommen. Die nachfolgenden Alben Everything's Alright Forever (1992) und Giant Steps (1993) zeigten eine Entwicklung der Band weg vom Shoegazing-Stil hin zu ausgefeilteren Arrangements. Der New Musical Express kürte Giant Steps zum Album des Jahres 1993. Trotz dieser Anerkennung in der Musikpresse blieb der kommerzielle Erfolg aus.
Dies änderte sich 1995 mit dem Erscheinen ihres Albums Wake Up! und der daraus ausgekoppelten Single Wake Up Boo!, die es bis in die Top Ten der UK-Charts schaffte. Wegen ihres melodischen und an die Beatles angelehnten Sounds wurden sie als Britpop-Band betrachtet, welches sie aber ablehnten, da sie sich nicht als Bestandteil eines Hypes betrachten wollten. 1996 erschien daher das Nachfolgealbum C'mon Kids, welches experimentellere Klänge beinhaltete. Das 1998 erschienene Album Kingsize führte diese Entwicklung fort, nun waren auch Elemente aus Soul, Hip-Hop und Dance enthalten. Beide Alben wurden von Kritikern positiv aufgenommen, der kommerzielle Erfolg von Wake Up! konnte die Band aber bei weitem nicht mehr erreichen.
1999 lösten sich die Boo Radleys auf; Martin Carr trat danach solo als Brave Captain auf und veröffentlichte unter diesem Namen zwei Soloalben. Sice brachte ein Soloalbum unter dem Namen Egghead heraus. 2005 erschien das Best-Of-Album Find the Way Out.
Ab 2009 brachte Songwriter Martin Carr Solo-Alben unter seinem eigenen Namen auf den Markt. Auf Ye Gods (and Little Fishes) im Jahr 2009 folgte 2014 The Breaks, das vom Hamburger Label Tapete Records veröffentlicht wurde.
Im Juli 2021 formierten sich Rowbottom, Brown und Cieka als The Boo Radleys neu und veröffentlichten die Single A Full Syringe and Memories of You.

## Diskografie

### Alben
| Jahr | Titel                        | Höchstplatzierung, Gesamtwochen, AuszeichnungChartsChartplatzierungen (Jahr, Titel, Platzierungen, Wochen, Auszeichnungen, Anmerkungen) | Anmerkungen |
| Jahr | Titel                        | UK | Anmerkungen |
| ---- | ---------------------------- | --- | ----------- |
| 1992 | Everything’s Alright Forever | UK55 (1 Wo.)UK |             |
| 1993 | Giant Steps                  | UK17 (5 Wo.)UK |             |
| 1995 | Wake Up!                     | UK1 Gold · (23 Wo.)UK |             |
| 1996 | C’mon Kids                   | UK20 (3 Wo.)UK |             |
| 1998 | Kingsize                     | UK62 (1 Wo.)UK |             |

Weitere Alben
- 1990: Ichabod and I

### Kompilationen
- 1992: Learning to Walk (EP-Kompilation)
- 2005: Find the Way Out
- 2007: The Best of the Boo Radleys

### EPs
| Jahr | Titel Album  | Höchstplatzierung, Gesamtwochen, AuszeichnungChartsChartplatzierungen (Jahr, Titel, Album, Platzierungen, Wochen, Auszeichnungen, Anmerkungen) | Anmerkungen                                                  |
| Jahr | Titel Album  | UK | Anmerkungen                                                  |
| ---- | ------------ | --- | ------------------------------------------------------------ |
| 1992 | Boo! Forever | UK67 (1 Wo.)UK | als Doppel-A-Single Does This Hurt / Boo! Forever vermarktet |

Weitere EPs
- 1990: Kaleidoscope
- 1991: Every Heaven
- 1991: Boo Up!
- 1992: Adrenalin

### Singles
| Jahr | Titel Album                                    | Höchstplatzierung, Gesamtwochen, AuszeichnungChartplatzierungen (Jahr, Titel, Album, Platzierungen, Wochen, Auszeichnungen, Anmerkungen) | Höchstplatzierung, Gesamtwochen, AuszeichnungChartplatzierungen (Jahr, Titel, Album, Platzierungen, Wochen, Auszeichnungen, Anmerkungen) | Anmerkungen                                     |
| Jahr | Titel Album                                    | DE | UK | Anmerkungen                                     |
| ---- | ---------------------------------------------- | --- | --- | ----------------------------------------------- |
| 1992 | Lazarus Giant Steps                            | — | UK50 (3 Wo.)UK | erst nach Wiederveröffentlichung 1994 platziert |
| 1993 | Wish I Was Skinny Giant Steps                  | — | UK75 (1 Wo.)UK |                                                 |
| 1994 | Barney (...and Me) Giant Steps                 | — | UK48 (2 Wo.)UK |                                                 |
| 1995 | Wake Up Boo Wake Up!                           | DE65 (10 Wo.)DE | UK9 Silber · (11 Wo.)UK |                                                 |
| 1995 | Find the Answer Within Wake Up!                | — | UK37 (4 Wo.)UK |                                                 |
| 1995 | It’s Lulu Wake Up!                             | — | UK25 (2 Wo.)UK |                                                 |
| 1995 | From the Bench at Belvidere –                  | — | UK24 (2 Wo.)UK |                                                 |
| 1996 | What’s in the Box (See Whatcha Got) C’mon Kids | — | UK25 (2 Wo.)UK |                                                 |
| 1996 | C’mon Kids                                     | — | UK18 (2 Wo.)UK |                                                 |
| 1997 | Ride the Tiger C’mon Kids                      | — | UK38 (2 Wo.)UK |                                                 |
| 1998 | Free Huey Kingsize                             | — | UK54 (2 Wo.)UK |                                                 |

Weitere Singles
- 1992: Lazy Day
- 1992: Does this Hurt?
- 1993: I Hang Suspended
- 2021: A Full Syringe and Memories of You